# バンドホテル

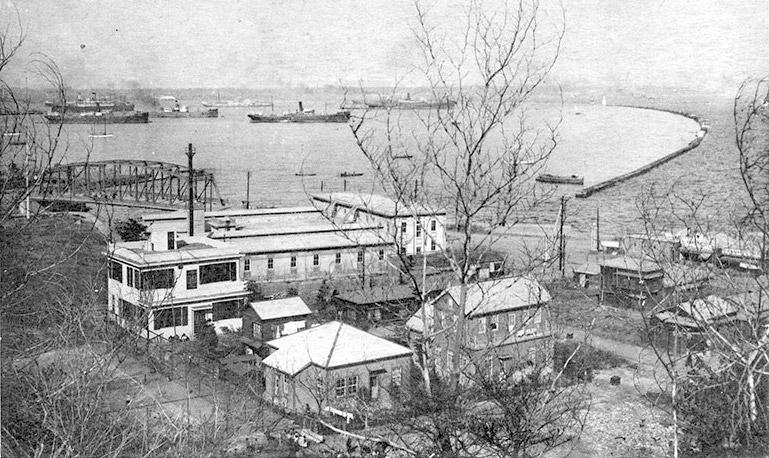
山手から見た戦前の横浜港。中央左寄りの一番大きな建物がバンドホテル。

バンドホテル（BUND HOTEL）とは、1929年から1999年まで横浜市中区新山下で営業していたホテルである。

## 沿革

### 創業
元は山下町にあったクラブホテルの流れを引き継ぐかたちで在日のドイツ人が企画し、1929年12月に木造2階建てで創業した。関東大震災の被害を受けた横浜の本格的な復興が始まろうとしていた時期で、2年前にはホテルニューグランドが開業している。
海岸通りを意味する「バンド」の名の通り、ホテルは港の見える丘公園のふもとにあり、当時は目の前に海が広がっていた。1930年には1階のホールで日本初の国際ダンス大会が開かれた。1937年には、バンドホテルが舞台だと言われている淡谷のり子の「別れのブルース」が大ヒットした。

### 第二次世界大戦中
1940年、弁護士の斎藤竹松がバンドホテルを購入する。前年にヨーロッパで第二次世界大戦が始まり戦争の影が濃くなっていた時期だが、アメリカから日本経由で欧州へ渡る外国人の旅行手続きを斡旋したり、敵国同士の外国人宿泊客を握手させるといった経営方針で、地元新聞から賞賛された。
1941年12月の日英米戦の開戦の後、1942年半ばにかけて交換船に乗る敵国人の宿泊に利用されたのち、ドイツ大使館と契約を結びドイツ軍専用のホテルとなる。コックや医者がドイツ人になり、封鎖突破船やUボートの乗組員が宿泊した。ドイツ駐留所としての営業は、1945年5月にドイツが降伏するまで続いた。なお、1945年5月の横浜大空襲では被害を受けなかった。

### 営業再開
終戦直後、疎開した竹松夫妻に代わり一時的に長男・斉藤昇に経営が任されるが、連合国軍の進駐が始まるのとほぼ同時に接収され従軍記者の宿舎となる。アメリカに対する反逆罪で投獄された、「東京ローズ」ことアイバ・戸栗・ダキノの記者会見は、バンドホテルで行われた。
ホテルニューグランドに遅れること5年、バンドホテルも1956年に接収が解除され、大改修を行い翌年4月から客室数60室で営業を再開。ホテルにはミナトの異国情緒が健在で、1960年に公開された日活のアクション映画『霧笛が俺を呼んでいる』のロケ地に使われた。

### 新館
1959年、斎藤竹松が亡くなり経営が息子たちに引き継がれ、鉄筋コンクリート7階建ての新館が建設された。五木ひろしの「よこはま・たそがれ」はバンドホテルが舞台だと言われている。
1968年には次男・良の主導のもと新館の最上階にナイトクラブ「シェルルーム」をオープン。ウィリー沖山が支配人を勤めたこのナイトクラブは、ブレンダ・リー、プラターズといった世界一流のミュージシャンが顔を揃え、東京圏では知られる有名クラブとなった。政財界のトップクラスの要人やお忍びの有名人もテーブルを占め、一晩の売上はテーブル一つ分の方がホテル一部屋分より多かった。いしだあゆみの「ブルー・ライト・ヨコハマ」のブルーとは、シェルルームの青いネオンサインのことだと言われている。

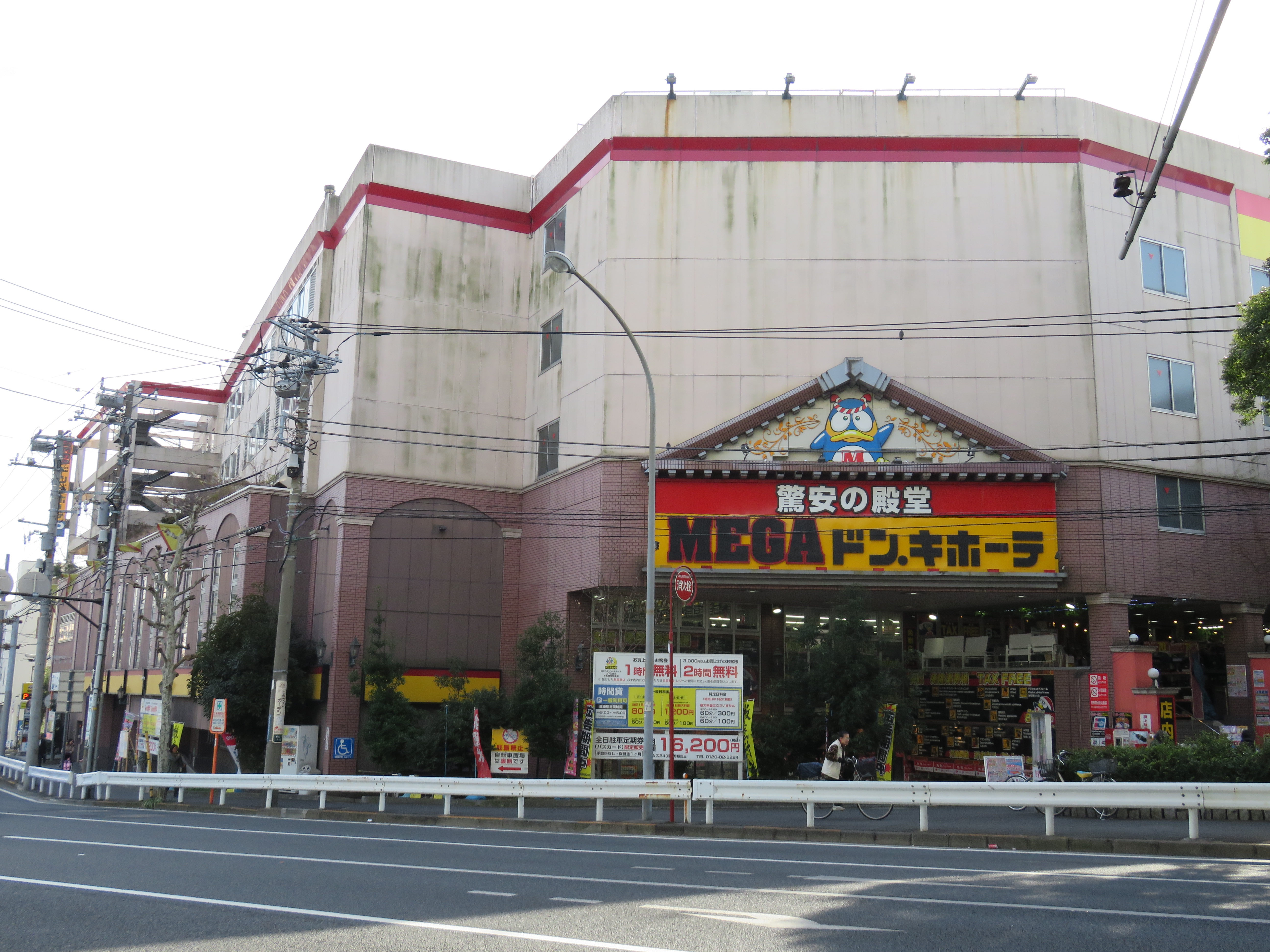
跡地に建つMEGAドン・キホーテ山下公園店

1982年には旧館を利用してライブハウス「シェルガーデン」をオープン。若手ミュージシャンが腕を磨いた場所として有名で、桑田佳祐、安全地帯、ゴダイゴ、TUBEの前田亘輝、尾崎豊が出演している。

### 廃業
老朽化や大型ホテルの進出により徐々に客足が遠のき、1980年代後半の首都高速道路建設によって眺望が失われたことが追い打ちをかけた。
兄弟たちが相次いで亡くなったことで、ホテル経営が斉藤昇の元に戻ってきたが、前社長の抱えた負債から競売にかけられ、1999年5月25日の閉鎖後すぐに取り壊された。跡地はしばらくはそのままになっていたが、現在ではMEGAドン・キホーテ山下公園店となっている。